# Nattens brigad
Nattens brigad (engelska: Dark Command) är en västernfilm från 1940. Medverkar i filmen gör bland andra Claire Trevor, John Wayne, Roy Rogers och Walter Pidgeon. Regissör var Raoul Walsh.

## Handling
I filmen gifter sig Mary McCloud (Claire Trevor) med den synbarligen lugne skolläraren William Cantrell (Walter Pidgeon). Snart nog upptäcker hon dock att han döljer en hemlighet, att han egentligen är en fredlös gängledare som attackerar båda sidorna i inbördeskriget för att nå egna fördelar. John Waynes rollfigur Bob Seton döms i filmen till avrättning, men räddas och tillsammans med Mary Cantrell rusar de till staden Lawrence (som är känt för en verklig massaker av det så kallade Quantrill-gänget) för att varna stadens invånare för en förestående attack från Cantrells gäng.